# Wall Street: Geld schläft nicht
Wall Street: Geld schläft nicht (Originaltitel: Wall Street: Money Never Sleeps) ist ein Film von Oliver Stone, der damit seinen Film Wall Street von 1987 fortsetzte. Der Film hatte seine Welturaufführung am 14. Mai 2010 auf dem Cannes Film Festival. In den Vereinigten Staaten kam er am 24. September in die Kinos, in Deutschland am 21. Oktober 2010.

## Inhalt
Im Jahr 2001 wird der Börsenspekulant Gordon Gekko nach seinen illegalen Börsengeschäften am Ende einer achtjährigen Haftstrafe entlassen. Der Drogentod seines Sohnes während Gekkos Haftzeit hat die Beziehung zu seiner Tochter Winnie zerrüttet, da sie ihm die Schuld am Tod ihres Bruders gibt. 2008, zur Zeit des Börsenbooms, heiratet Winnie den jungen Investmentbanker Jake Moore. Dieser kontaktiert Gekko hinter Winnies Rücken und erhält von diesem guten Rat zu seiner Arbeit an der Wall Street. Im Austausch dafür versucht Jake, die Beziehung zwischen Vater und Tochter wieder zu verbessern. Er beschäftigt sich an der Wall Street vor allem mit Investitionen in Anlagen für alternative Energien, in diesem Fall Laserfusion als saubere Energiequelle der Zukunft. Nachdem sein Freund und Mentor Louis Zabel durch alarmierende Gerüchte um die Verwundbarkeit seiner Investmentbank gegenüber der Subprime-Krise in den Ruin getrieben worden ist und sich vor die U-Bahn geworfen hat, sinnt Jake auf Rache. Hinter dem Rücken von Winnie entwickelt sich ein professionelles Verhältnis zwischen Gekko und Jake.
Jakes neuer Arbeitgeber wird die Investmentfirma „Churchill Schwartz“, deren Chef aus Rache für die Verweigerung einer früheren Bankenrettung eine Schlüsselrolle beim Sturz Zabels spielte. Dort kann Jake einen chinesischen Großinvestor für ein Laserfusions-Technologieunternehmen interessieren, das er schon bei seinem alten Arbeitgeber gefördert hat. Diese Anbahnung verläuft zunächst vielversprechend, doch dann entscheidet sein neuer Chef hinter seinem Rücken, das Geld der Chinesen in andere Anlagen umzulenken, die seine eigenen Beteiligungen im Bereich fossiler Energien weniger gefährden als die vielversprechende, aber risikoreichere Laserfusion.
Jake hat von Gekko erfahren, dass dieser unter Winnies Namen 100 Millionen Dollar in der Schweiz versteckt hat, was genau dem Betrag entspricht, den Jake benötigt. Als Winnie zustimmt, die 100 Millionen Dollar, die ihr Vater ihr vermacht hat, in ein innovatives Energieunternehmen zu investieren, verschwindet Gekko mit dem Geld. Von seinem neuen Londoner Büro aus investiert er das Kapital während der Wirtschaftskrise in mehrere Unternehmen und vermehrt es auf über eine Milliarde Dollar. Nachdem Jake der schwangeren Winnie gesteht, dass er engeren Kontakt zu ihrem Vater hatte und dieser sich ihr Geld angeeignet hat, beendet sie die Beziehung.
Jake reist nach London und unterbreitet Gekko ein Angebot. Er soll Winnie die 100 Millionen Dollar zurückbezahlen und kann als Gegenleistung am Leben seiner Tochter sowie seines Enkelkindes teilnehmen. Gekko lehnt zunächst ab, doch die von Jake gezeigten Ultraschallaufnahmen lassen ihn umdenken. Er taucht überraschend bei Jake und Winnie auf und gibt bekannt, dass er die 100 Millionen Dollar in das besagte Unternehmen investiert habe, worauf die beiden sich küssen. Schließlich feiern alle gemeinsam den einjährigen Geburtstag von Jakes und Winnies Baby.

## Synchronisation
Die deutsche Synchronisation entstand im Auftrag der RC Production, das Dialogbuch schrieb Klaus Bickert und die Dialogregie führte Axel Malzacher.
| Rolle                          | Darsteller         | Synchronsprecher         |
| ------------------------------ | ------------------ | ------------------------ |
| Gordon Gekko                   | Michael Douglas    | Volker Brandt            |
| Jacob „Jake“ Moore             | Shia LaBeouf       | David Turba              |
| Winnie Gekko                   | Carey Mulligan     | Maria Koschny            |
| Jules „Julie“ Steinhardt       | Eli Wallach        | Hasso Zorn               |
| Bretton James                  | Josh Brolin        | Oliver Stritzel          |
| Sylvia Moore                   | Susan Sarandon     | Kerstin Sanders-Dornseif |
| Louis Zabel                    | Frank Langella     | Otto Mellies             |
| Audrey                         | Vanessa Ferlito    | Tanja Geke               |
| Dr. Masters                    | Austin Pendleton   | Joachim Siebenschuh      |
| Churchill-Schwartz-Angestellte | Natalie Morales    | Sonja Spuhl              |
| Bud Fox                        | Charlie Sheen      | Benjamin Völz            |
| Hedge-Fond-Chef                | Christian Baha     | Christian Baha           |
| Wirtschaftsexperte             | Nouriel Roubini    | Tim Moeseritz            |
| Sekretär des Finanzamts        | John Bedford Lloyd | Dieter Memel             |
| Immobilienmaklerin             | Sylvia Miles       | Marianne Lutz            |

## Hintergrund
- Laut eigenen Aussagen wollte Oliver Stone zuerst keine Fortsetzung zu Wall Street drehen, doch als die zweite Weltfinanzkrise 2008/2009 kam, entschied er sich doch dazu.
- Vorbild für die Firma Keller Zabel Investments war Bear Stearns, welche sich wie im Film als einzige große Bank dem größten Rettungspaket vor 2007 (für die Long-Term Capital Management 1998) verweigerte und 2008 von der JPMorgan Chase & Co. übernommen wurde. Das Erstgebot für diese Übernahme lag bei 2 $ pro Aktie, der neue CEO hieß Alan D. Schwartz.[5]

### Weiteres
- Bud Fox, der wie im ersten Teil von Charlie Sheen dargestellt wird, hat einen kurzen Auftritt. Nach Verbüßen seiner Haftstrafe baute er die Fluggesellschaft Blue Star als Manager erfolgreich auf. Mit Gekko verbindet ihn immer noch eine tiefsitzende Feindschaft.
- Oliver Stone hat, wie auch schon im ersten Teil, einen Cameo-Auftritt als Investor.
- Sylvia Miles hat wie im ersten Teil einen kurzen Auftritt als Immobilienmaklerin.
- Graydon Carter, Chefredakteur des Magazins Vanity Fair, hat in einer Szene im Restaurant ebenfalls einen Cameo-Auftritt.
- Auch Großinvestor Warren Buffett, die chinesische Immobilienunternehmerin Zhang Xin und Hedgefonds-Manager Anthony Scaramucci wirken in Cameo-Auftritten mit, ebenso TV-Star Joan Rivers.
- In kurzen TV-Ausschnitten spielen vier auf Wirtschaft und Finanzen spezialisierte TV-Moderatoren sich selbst: Maria Bartiromo, Becky Quick und Jim Cramer (alle CNBC) sowie Ali Velshi (CNN).

## Trivia
- Oscarpreisträger Javier Bardem sollte eine Rolle als Filmantagonist erhalten, konnte jedoch aus Zeitgründen nicht an den Dreharbeiten teilnehmen.
- Bei der Filmmusik setzte Oliver Stone nicht mehr wie 1987 auf die Filmmusik von Stewart Copeland, sondern vielmehr auf David Byrne und Brian Eno. Sechs der zwölf Titel des Soundtracks stammen von deren gemeinsamem Album Everything That Happens Will Happen Today (2008), zwei Titel sind Solostücke Byrnes und ein Titel, This Must Be The Place (Naive Melody), stammt von Byrnes früherer Formation Talking Heads. Der Song war bereits im Film von 1987 zu hören.
- Die Ducati, die sich Jake „über das Wochenende“ ausleihen möchte, trägt eine Sonderlackierung mit der Nummer 21 des dreifachen Superbike-Weltmeisters Troy Bayliss.
- Die Handymelodie von Jake ist die von Ennio Morricone komponierte Filmmusik des Kultwestern Zwei glorreiche Halunken (1966), in dem Eli Wallach ebenfalls mitwirkte.
- Als Instrumental-Version für den Teaser zum Film wurde Ricochet! von Shiny Toy Guns verwendet.

## Kritik
Die Besetzung des Films wurde im Rahmen der deutschsprachigen Kritik mehrfach gelobt. Michael Douglas sei in Bestform und mache Spaß. Allerdings agiere Carey Mulligan „bisweilen arg tränenselig“. Cinema urteilte, der beste Oliver-Stone-Film seit Nixon biete „spannende Unterhaltung auf hohem Niveau“. Zur Gestalt des Gordon Gekko meinte sie: „Gekko ist auch weiterhin die Personifikation eines Wirtschaftssystems, das darauf angelegt ist, Geld in mehr Geld zu verwandeln, und im absurden Extrem sogar die eigene Zerstörung in Kauf nehmen würde. Stone setzt dem einen ganz und gar unideologischen Appell an die Vernunft des Menschen entgegen, die er letztlich sogar einem Monster wie Gordon Gekko zugesteht.“
Teils war bei der Kritik von starken New-York-Bildern die Rede, oder von einer visuell einfallsreich umgesetzten Rastlosigkeit der Börse. Zwar habe Stone den Handlungsaufbau vom ersten Wall Street-Film übernommen, dennoch sei der zweite Film keine bloße Kopie des Originals, habe sogar mehr Tempo, „mitreißende Energie und geschmeidige Eleganz“, meinte ein Teil der Kritiker. Andere fanden die Geschichte „blass“ inszeniert und nie richtig spannend. Beanstandet wurde der allzu versöhnlich-sentimentale Schluss, weil ein böses Ende passender gewesen wäre. Die sentimentale „Wirtschaftsschmonzette“ bemühe eine Schwangerschaft als Motiv, „bekanntlich die Bankrotterklärung eines jeden Drehbuchs, das nicht weiter weiß.“ Das „geistlose“, gar „hirntote“ Drehbuch weise eine holzschnittartige Handlung auf. Stone erweise sich einmal mehr als „großer Vereinfacher“, mit der für ihn üblichen Schwarzweiß-Malerei und plakativen Simplifizierungen, und ergehe sich, etwa mit den von Kindern gemachten Seifenblasen, unnötig in schwerer Symbolik.
Für den film-dienst war das Drama „am besten, weil am bösesten“, wenn es das dekadente Leben der Reichen schildere. „In solchen Passagen hält der Film alles, was sein Vorgänger verspricht.“ Während Gekko „charmant und dämonisch“ die Zuschauer fessle, sei sein junger Schüler zu brav, zahm und uninteressant und daher die Hauptschwäche des Films. Enttäuschung gab es darüber, dass der Film weniger Gekko und die Finanzwelt in den Mittelpunkt rückt als dessen Familienmitglieder und ihre persönlichen Konflikte. Laut der Neuen Zürcher Zeitung scheitere der Film am Spagat zwischen Gekkos Finanzhai-Charakter und den Familiengefühlen, die ihm das Drehbuch aufgezwungen habe. Der Film sei nur streckenweise packend. Der Tagesspiegel stellte fest: „Familie? Ist für Gekko vor allem eine sichere Bank. […] Geld gegen Vertrauen, gegen das Recht, eines Tages mit dem Enkel spielen zu dürfen, Verwandtschaft als shareholder value, Familie als Tauschbörse, in der mit Gefühlen gedealt wird – das ist der größere Verrat.“ Dieser Sicht bleibe auch der Film verhaftet. Nachdem vom Wert der gemeinsamen Familienzeit die Rede gewesen ist, zeige der Abspann teure Markenuhren. Als gescheitert bezeichnete auch Die Welt Stones neueste Produktion, die klare Worte nur zu Beginn finde, und bald nicht mehr, „denn nun beginnen die Gesetze des Mainstreamfilms zu greifen, welche die Gesetze des Marktes sind.“ Das rührselige Familienmelodrama bleibe unentschlossen zwischen klarsichtiger Analyse und unkritischem Unterhaltungsfilm. Immerhin schildere der Film den Kater nach der Finanzkrise von 2008 „in all seiner Unentschlossenheit und Verwässertheit, vielleicht erfolgreicher, als wir das wahrhaben wollen.“ Denn die Politik sei seit 2008 bei ihrer Aufgabe, einer neuen Finanzkrise vorzubeugen, kaum vorangekommen.
Anders als im ersten Film überzeuge Gekkos neue Rede nicht ganz, seine Sprüche seien weniger sarkastisch, sie seien zwar markig, bedeuteten aber im Grunde genommen nichts. Entgegen einer geäußerten Ansicht, der Aktualitätsbezug zur Finanzkrise gäbe dem Film Brisanz, waren viele Kritiker von der Behandlung des Finanzmarkt-Themas enttäuscht. Es ginge verloren, die Analyse falle „klobig und anachronistisch“ aus, Stone vermittle keine vertiefenden Einblicke, habe einen „quälenden Hang zum Dozieren“ und übe kaum politische Kritik. Er meide es, „irgendwem auf die Füße zu treten“, und reihe sich „in den Chor der Moralprediger“ ein. Unentschieden zwischen Satire und Moralpredigt, sei er von der Wall Street fasziniert und versuche, das „mit zu viel und vor allem zu plattem Moralismus“ zu überkompensieren.

### Kritikenspiegel
Positiv
- Cinema, Nr. 11/2010, S. 46–52, von Heiko Rosner: Wall Street: Geld schläft nicht[7]
- epd Film Nr. 10/2010, S. 38, von Anke Sterneborg: Wall Street: Geld schläft nicht
- Der Tagesspiegel, 17. Oktober 2010, von Christiane Peitz: Vom Warenwert des Guten[15]

Eher negativ
- film-dienst, Nr. 21/2010, S. 36–37, von Rüdiger Suchsland: Wall Street: Geld schläft nicht[16]
- Neue Zürcher Zeitung, 21. Oktober 2010, von Urs Bühler: Die Rückkehr des Gordon Gekko[17]
- Die Welt, 19. Oktober 2010, von Hanns-Georg Rodek: Wall Street 2 verkommt zum Familiendrama[18]

Negativ
- Frankfurter Allgemeine Zeitung, 21. Oktober 2010, von Michael Althen: Haifisch ohne Zähne: Stones „Wall Street“[19]
- Spiegel Online, 19. Oktober 2010, von Christian Buß: Ach Papa, sei doch nicht so geldgeil.[11]
- Tages-Anzeiger, 21. Oktober 2010, Beilage züritipp, von Pascal Blum: Ist Gier immer noch gut?[20]

## Auszeichnungen
Michael Douglas wurde für seine erneute Darstellung des Gordon Gekko 2011 für den Golden Globe Award als Bester Nebendarsteller nominiert.